# Synapsis ovalis
Synapsis ovalis är en skalbaggsart som beskrevs av Antoine Boucomont 1920. Synapsis ovalis ingår i släktet Synapsis och familjen bladhorningar. Inga underarter finns listade i Catalogue of Life.